# Monument d'Huseyn Djavid
Le monument d'Huseyn Djavid est un monument dédié au poète azerbaïdjanais Huseyn Djavid, situé à Bakou, dans un parc nommé en son honneur, situé sur l'avenue Huseyn Djavid.

## Histoire
L'inauguration du complexe commémoratif a eu lieu le 27 mai 1993. Les auteurs du monument sont le sculpteur Omar Eldarov, l'artiste du peuple d'Azerbaïdjan, et les architectes Yusif Gadimov et Rasim Aliyev.